# (2648) Owa
(2648) Owa (1980 VJ; 1926 VD; 1953 TJ) ist ein ungefähr sechs Kilometer großer Asteroid des inneren Hauptgürtels, der am 8. November 1980 vom US-amerikanischen Astronomen Edward L. G. Bowell am Lowell-Observatorium, Anderson Mesa Station (Anderson Mesa) in der Nähe von Flagstaff, Arizona (IAU-Code 688) entdeckt wurde.

## Benennung
(2648) Owa wurde nach einem Begriff aus der Sprache der Hopi benannt, die zur Pueblo-Kultur gehören. Owa bedeutet „Felsen“.